# Marcel Desailly
Marcel Odenkey Addy-Desailly (Accra, Ghana, 7 de setembre de 1968), és un exfutbolista franco-ghanès que ocupava la posició de migcampista. Va ser internacional absolut per la selecció de futbol de França en 116 ocasions, amb la qual es va proclamar campió del món l'any 1998 i campió d'Europa l'any 2000.

## Trajectòria
| Club                  | País       | Any       |
| --------------------- | ---------- | --------- |
| FC Nantes             | França     | 1986-1992 |
| Olympique de Marsella | França     | 1992-1993 |
| AC Milan              | Itàlia     | 1993-1998 |
| Chelsea FC            | Anglaterra | 1998-2004 |
| Al-Gharafa            | Qatar      | 2004-2005 |
| Qatar SC              | Qatar      | 2005      |

## Palmarès
- 2 Lliga de Campions de la UEFA: 1992-93 (Olympique Marsella) i 1993-94 (Milan)
- 2 Supercopa d'Europa: 1994 (Milan) i 1998 (Chelsea)
- 2 Scudetto: 1993-94 i 1995-96 (Milan)
- 1 FA Cup: 1999-00 (Chelsea)
- 1 Lliga qatariana de futbol: 2005 (Qatar SC)
- 1 Copa del Món de futbol: 1998 (França)
- 1 Eurocopa: 2000 (França)
- 2 Copa Confederacions: 2001 i 2003 (França)